# Saint-Montan
Saint-Montan é uma comuna francesa na região administrativa de Auvérnia-Ródano-Alpes, no departamento de Ardèche. Estende-se por uma área de 33,18 km². Em 2010 a comuna tinha 1 928 habitantes (densidade: 58,1 hab./km²).